# Menudo (álbum de Menudo)
Menudo es un álbum de estudio de la boy band puertorriqueña Menudo, lanzado en 1985, por RCA Records. La lista de canciones contiene siete canciones inéditas, además de tres canciones del álbum Evolución traducidas al inglés.
La lista de canciones incluye cuatro canciones producidas por Howie Rice, el productor asociado al álbum Break Out de Pointer Sisters, por el cual recibió una nominación al Grammy Awards. Fue supervisado por el fundador y empresario del grupo, Edgardo Diaz, y otros productores, Carlos Villa y Alejandro Monroy, que trabajaron con Rice y Mary Lynne Pagan.
El álbum formó parte de la estrategia de la discográfica para conquistar al público estadounidense, siendo dirigido específicamente para ese mercado. A pesar de ello, fue lanzado en Brasil y otros países latinos, aunque sin una gran promoción, lo que dificultó su entrada en las listas de éxitos.

## Bastidores
Esta fue la tercera vez que el grupo lanzó un álbum autotitulado; la primera fue en 1981, también lanzado bajo el título Fuego. La segunda fue el decimoséptimo álbum, también lanzado en 1985, que traía en la formación a los integrantes: Charlie Massó, Roy Roselló, Robby Rosa, Ricky Martin y el nuevo miembro Raymond Acevedo. Raymond reemplazó Ray Reyes después de que Ray fuera forzado a dejar el grupo debido a numerosas peleas y desacuerdos entre su padre y el empresario del grupo. Según el hermano de Ray, Raúl Reyes, la salida de Ray ya era esperada.

## Divulgación
La promoción contó con una gira en suelo estadounidense, patrocinada por Pepsi, que tuvo como diferencia el grupo usar una banda tocando en vivo. Anteriormente, sus presentaciones se realizaban con playback. La gira comenzó en Nueva York y pasaría por lugares como Filadelfia, San Francisco, San Diego, Los Ángeles, San Antonio, Corpus Christi, Chicago y Miami.
En 1986, la discográfica RCA lanzó el show en VHS titulado Video Explosion. Todas las canciones del álbum, excepto "Transformation", tienen actuaciones incluidas en este álbum de video. En 2002, Image Entertainment relanzó el trabajo en DVD, excluyendo algunas pistas de un medley de canciones de éxito.

## Sencillos
"Hold Me" fue lanzado como primer sencillo y trae Robby Rosa en los vocales principales. En las listas de éxitos de la revista Billboard apareció en la Billboard Hot 100 y en Hot R&B/Hip-Hop Songs, en las posiciones número 62 y 61, respectivamente. En la lista musical Cash Box Top 100, alcanzó la posición número 61.
En relación con las reseñas de los críticos de música, Suzette Fernandez de la revista Billboard afirmó: "La canción en inglés presentaba una nueva generación de miembros y un sonido brillante de synth-pop, acompañado de un estribillo imposiblemente contagioso, lo que la convirtió en un encaje perfecto en el pop estadounidense de mediados de los años 80." Jason Lipshutz, de la misma revista, comentó: "Una declaración de amor alegre: Menudo aparece saltando y girando en el videoclip de 'Hold Me', y esta canción hace que los oyentes quieran hacer lo mismo desde hace décadas." En 2018, Billboard clasificó la canción en la 53ª posición en su lista de las "100 Mejores Canciones de Boy Band de Todos los Tiempos". En 2020, la revista Rolling Stone clasificó la canción en la posición 40 en su lista de las "75 Mejores Canciones de Boy Band de Todos los Tiempos".
"Please Be Good To Me" fue lanzado como el segundo sencillo y alcanzó la posición número 104 en la lista Billboard Bubbling Under Hot 100.

## Recepción crítica
En cuanto a los críticos musicales, las reseñas fueron desfavorables.
Paulo Pestana, del periódico Correio Braziliense, afirmó que el álbum presenta un sonido estandarizado, similar al que se escucha en las radios estadounidenses de FM, con un resultado final más "equilibrado" en comparación con los trabajos anteriores. Sin embargo, criticó el sonido por ser muy pasteurizado, sin autenticidad, señalando que el grupo adoptó un sonido estándar para conquistar un mercado más amplio, pero sin aportar grandes innovaciones. Compara la estética musical con la de artistas brasileños como Rita Lee y Moraes Moreira, afirmando que este enfoque resulta en algo predecible y "sin riesgos".
Tom Ford, del periódico estadounidense Toledo Blade, escribió que el álbum podría gustar al público joven, como aquellos que ven dibujos animados los sábados por la mañana, pero que cualquier persona mayor de 14 años probablemente se desanimaría con el estilo visual del grupo. Consideró que las canciones eran "sintéticas, bailables, animadas y completamente desprovistas de impacto y sustancia".

## Lista de canciones
| N.º | Título                                                             | Escritor(es) | Lead vocalist                | Duración |  |
| 1.  | «Hold Me»                                                          |              | Robby Rosa                   | 4:17     |  |
| 2.  | «You And Me All The Way»                                           |              | Raymond Acevedo              | 3:57     |  |
| 3.  | «Come Home»                                                        |              | Charlie Massó and Robby Rosa | 3:39     |  |
| 4.  | «When I Dance With You» (English version of "Yo Seré Tu Bailarín") |              | Charlie Massó                | 3:39     |  |
| 5.  | «Don't Hold Back»                                                  |              | Robby Rosa                   | 3:24     |  |
| 6.  | «Explosion»                                                        |              | Robby Rosa                   | 3:54     |  |
| 7.  | «Oh, My Love» (English version of "Rayo De Luna")                  |              | Ricky Martin                 | 3:47     |  |
| 8.  | «Chocolate Candy» (English version of "Sabes A Chocolate")         |              | Robby Rosa                   | 4:16     |  |
| 9.  | «Transformation»                                                   |              | Roy Roselló                  | 3:41     |  |
| 10. | «Please Be Good To Me»                                             |              | Robby Rosa                   | 3:54     |  |

## Posicionamiento en listas

### Semanales
| Lista musical (1985)                        | Mejor posición |
| ------------------------------------------- | -------------- |
| Brasil (Nopem)                              | 10             |
| Estados Unidos (Billboard 200)              | 100            |
| Estados Unidos (Billboard Latin Pop Albums) | 19             |
| Puerto Rico (Top Latin Albums)              | 7              |